# Algoma (Wisconsin)
Pour les articles homonymes, voir Algoma.
Algoma est une ville américaine située dans le comté de Kewaunee, au Wisconsin. Selon le recensement de 2010, sa population est de 3 167 habitants.